# Orthopyxis fujianensis
Orthopyxis fujianensis is een hydroïdpoliep uit de familie Campanulariidae. De poliep komt uit het geslacht Orthopyxis. Orthopyxis fujianensis werd in 1994 voor het eerst wetenschappelijk beschreven door Huang & Xu. 